# 화승코퍼레이션
화승코퍼레이션(Hwaseung Corporation Co. Ltd.)는 대한민국의 자동차용 고무 제품 기업이다. 본사는 부산광역시 연제구 중앙대로 1079에 위치해 있다. 대표이사 현지호이다. 공정거래법상 지주회사는 아니지만 화승그룹의 사실상 지주사 역할을 하고 있다 2023년 자회사인 화승소재를 흡수 합병하였다

## 같이 보기
- 화승알앤에이
- 화승인더스트리

## 참고 문헌
1. ↑  한국IR협의회 기술분석보고서-화승코퍼레이션, 2023.12.07
2. ↑  '지주사 역할' 화승코퍼레이션 정점엔 '오너3세' 현지호, 더벨, 2024-02-28
3. ↑  화승코퍼레이션 ‘2년 절치부심’ 신평사도 인정했다, 에너지경제신문, 2024.06.13
4. ↑  화승코퍼레이션, 자회사 화승소재 흡수합병…"친환경 시장 개척", 연합뉴스, 2023-04-25